# Muszkowicki Las Bukowy
Muszkowicki Las Bukowy este o arie protejată (sit de importanță comunitară — SCI) din Polonia întinsă pe o suprafață de 206,36 ha, integral pe uscat.

## Localizare
Centrul sitului Muszkowicki Las Bukowy este situat la coordonatele 50°38′14″N 16°55′41″E / 50.6373°N 16.928°E.

## Înființare
Situl Muszkowicki Las Bukowy a fost declarat sit de importanță comunitară în martie 2007 pentru a proteja 4 specii de animale.

## Biodiversitate
Situată în ecoregiunea continentală, aria protejată conține 4 habitate naturale: Izvoare petrifiante cu formare de travertin (Cratoneurion), Păduri de fag Luzulo-Fagetum, Păduri de stejar și carpen Galio-Carpinetum, Păduri aluvionare cu Alnus glutinosa și Fraxinus excelsior (Alno-Padion, Alnion incanae, Salicion albae).
La baza desemnării sitului se află mai multe specii protejate:
- mamifere (3): liliac cârn (Barbastella barbastellus), liliac cu urechi mari (Myotis bechsteinii), liliac comun (Myotis myotis)
- nevertebrate (1): Osmoderma eremita

Pe lângă speciile protejate, pe teritoriul sitului au mai fost identificate 1 specie de plante, 3 specii de mamifere.